# Mackay, Queensland
Mackay este un oraș din statul Queensland, Australia. Se află lângă Marea Coralilor, la o altitudine de 11 m deasupra nivelului mării. Populația este de 72.900 locuitori, determinată în 2006.

## Personalități născute aici
- Linda Mackenzie (n. 1983), înotătoare;
- Nick Ffrost (n. 1986), înotător.